# Слитый
Сли́тый — остров архипелага Северная Земля. Административно относится к Таймырскому Долгано-Ненецкому району Красноярского края.

## Расположение
Расположен в Карском море к западу от юго-западного побережья острова Комсомолец на входе в бухту Клин в 5,3 километрах к северу от мыса Ленинцев (полуостров Пустынный). Почти вплотную к острову Слитому, в 300 метрах к востоку лежит остров Линейный.

## Описание
Имеет вытянутую с северо-запада на юго-восток форму длиной 2,4 километра и шириной до 750 метров. Пологий, высота острова над уровнем моря не превышает 2 метра. В южной части — два глубоко врезающихся в остров залива. На восточном окончании острова расположен геодезический пункт.